# 2264 Sabrina
2264 Sabrina è un asteroide della fascia principale del diametro medio di circa 27,52 km. Scoperto nel 1979, presenta un'orbita caratterizzata da un semiasse maggiore pari a 3,1250682 au e da un'eccentricità di 0,1773367, inclinata di 0,15890° rispetto all'eclittica.
L'asteroide è dedicato all'omonima leggendaria principessa, figlia di Locrino, che sarebbe stata affogata nelle acque dell'attuale fiume Severn, il cui nome latino in età medievale riprendeva quello della principessa.
Con diciassette diverse designazioni provvisorie è, al pari di 2007 McCuskey e 2271 Kiso e dopo 1723 Klemola, il secondo asteroide che ne ha il maggior numero.